# Корфу (Нью-Йорк)
Корфу (англ. Corfu) — селище (англ. village) в США, в окрузі Дженесі штату Нью-Йорк. Населення — 689 осіб (2020).

## Географія
Корфу розташований за координатами 42°57′40″ пн. ш. 78°24′9″ зх. д. / 42.96111° пн. ш. 78.40250° зх. д. (42.961163, -78.402610).  За даними Бюро перепису населення США в 2010 році селище мало площу 2,58 км², уся площа — суходіл.

## Демографія
Згідно з переписом 2010 року, у селищі мешкало 709 осіб у 306 домогосподарствах у складі 194 родин. Густота населення становила 275 осіб/км².  Було 333 помешкання (129/км²).
Расовий склад населення:
| - 97,5 % — білих - 0,7 % — чорних або афроамериканців - 0,3 % — азіатів |

До двох чи більше рас належало 1,3 %. Частка іспаномовних становила 2,0 % від усіх жителів.
За віковим діапазоном населення розподілялося таким чином: 22,0 % — особи молодші 18 років, 62,2 % — особи у віці 18—64 років, 15,8 % — особи у віці 65 років та старші. Медіана віку мешканця становила 43,2 року. На 100 осіб жіночої статі у селищі припадало 92,1 чоловіків;  на 100 жінок у віці від 18 років та старших — 86,8 чоловіків також старших 18 років.
Середній дохід на одне домашнє господарство  становив 65 670 доларів США (медіана — 48 281), а середній дохід на одну сім'ю — 81 877 доларів (медіана — 64 750). Медіана доходів становила 40 859 доларів для чоловіків та 45 815 доларів для жінок. За межею бідності перебувало 9,0 % осіб, у тому числі 3,5 % дітей у віці до 18 років та 7,0 % осіб у віці 65 років та старших.
Цивільне працевлаштоване населення становило 436 осіб. Основні галузі зайнятості: освіта, охорона здоров'я та соціальна допомога — 23,2 %, виробництво — 19,0 %, роздрібна торгівля — 12,6 %, будівництво — 7,6 %.